# 佛昙镇
佛昙镇，是中华人民共和国福建省漳州市漳浦县下辖的一个乡镇级行政单位。

## 行政区划
佛昙镇下辖以下地区：
佛昙社区、园东村、石埕村、岸头村、石门村、下坑村、先锋村、下苏村、吟兜村、港头村、新安村、人坪村、后社村、大白石村、后许村、轧内村、井美村、东坂村、洞野村、花林村和岱嵩村。